# Parlamentswahl im Libanon 2009
Die Parlamentswahl im Libanon 2009 fand am 9. Juli statt.

## Hintergrund
Die politischen Lager des Libanon orientieren sich seit 2005 an ihrer Haltung zum mächtigen Nachbarstaat Syrien bzw. zum Ausgang der Zedernrevolution, die ein Ende der langjährigen syrischen Besatzung brachte. Die Allianz des 14. März beruft sich positiv auf diese und auf das Erbe des ermordeten Ministerpräsidenten Rafiq Hariri und gilt als prowestlich, die Allianz des 8. März gilt dagegen als prosyrisch und erinnert in ihren Namen an eine große Demonstration zugunsten Syriens. Sie sieht Israel als Hauptfeind des Libanon an und vereint unter anderem die schiitische Hisbollah, aber auch die christliche Freie Patriotische Bewegung. Somit verlaufen die politischen Gegensätze quer durch die konfessionellen Gruppen des extrem zersplitterten Landes. Vor der Wahl wurde der Prozess zur Senkung des Wahlalters von 21 auf 18 Jahre in Gang gebracht, konnte jedoch vor den Wahlen nicht umgesetzt werden, da dies eine Verfassungsänderung benötigt hätte.

## Sitzverteilung
Infolge des Doha-Abkommens wurde 2008 eine neue Sitzverteilung für die Parlamentswahlen beschlossen, unverändert stimmen Wähler gemäß ihrer Zugehörigkeit zu einer der religiösen Gemeinschaften ab.

## Ergebnisse
Die Wahlbeteiligung lag bei etwa 55 %. Die Sitzverteilung nach Parteien sieht wie folgt aus:
| Allianzen                                                                        | Allianzen            | Sitze | Parteien                                               | Sitze |
| -------------------------------------------------------------------------------- | -------------------- | ----- | ------------------------------------------------------ | ----- |
|                                                                                  | Allianz des 14. März | 71    | Zukunftsbewegung                                       | 26    |
| Progressive Sozialistische Partei                                                | Allianz des 14. März | 71    | 11                                                     |       |
| Indépendents 14 de Mars                                                          | Allianz des 14. März | 71    | 13                                                     |       |
| Forces Libanaises                                                                | Allianz des 14. März | 71    | 8                                                      |       |
| Libanesische Sozialdemokratische Partei (Hizb al-Kataeb)                         | Allianz des 14. März | 71    | 5                                                      |       |
| Sozialdemokratische Hntschak-Partei (Armenier)                                   | Allianz des 14. März | 71    | 2                                                      |       |
| Armenische Liberaldemokratische Partei                                           | Allianz des 14. März | 71    | 1                                                      |       |
| Demokratische Linksbewegung (ĥarakatu-l-yasāri-d-dimuqrātī)                      | Allianz des 14. März | 71    | 1                                                      |       |
| Nationalliberale Partei (Hizbu-l-waTaniyyīni-l-aHrār)                            | Allianz des 14. März | 71    | 1                                                      |       |
| Jamaa al-Islamiya                                                                | Allianz des 14. März | 71    | 1                                                      |       |
|                                                                                  | Allianz des 8. März  | 57    | Freie Patriotische Bewegung (Tayyar Al-Watani Al-Horr) | 18    |
| Amal-Bewegung (Harakat Amal)                                                     | Allianz des 8. März  | 57    | 13                                                     |       |
| Hisbollah                                                                        | Allianz des 8. März  | 57    | 12                                                     |       |
| Libanesische Demokratische Partei (Hizb al-democraty al-lubnany)                 | Allianz des 8. März  | 57    | 4                                                      |       |
| Marada-Bewegung                                                                  | Allianz des 8. März  | 57    | 3                                                      |       |
| Armenische Revolutionäre Föderation (Tashnag)                                    | Allianz des 8. März  | 57    | 2                                                      |       |
| Syrische Soziale Nationalistische Partei (al-Hizb al-Qawmi al-souri al ijtima'i) | Allianz des 8. März  | 57    | 2                                                      |       |
| Arabisch-Sozialistische Ba'ath-Partei                                            | Allianz des 8. März  | 57    | 2                                                      |       |
| Solidaritätspartei (Hizb Al-Tadamon Al-Lubnany)                                  | Allianz des 8. März  | 57    | 1                                                      |       |
| Quelle                                                                           |                      |       |                                                        |       |

## Regierungsbildung
Wie es aufgrund der komplizierten politischen und konfessionellen Verhältnisse im Libanon üblich ist, dauerte die Regierungsbildung 5 Monate. Erst im November konnte Einigkeit über die Zusammensetzung der neuen Regierung erreicht werden: 15 Posten für die Allianz des 14. März, 10 für die Allianz des 8. März, während 5 Mitglieder von Staatspräsident Michel Suleiman nominiert wurden, der sich selbst als neutrale Instanz sieht; neuer Ministerpräsident wurde Saad Hariri (Gemäß der libanesischen Verfassung muss der Ministerpräsident sunnitischer Muslim sein). Am 12. Januar 2011 kam es zum Scheitern der von Saad al-Hariri geführten Regierung der nationalen Einheit, an der mehrere Minister der Hisbollah beteiligt waren. Hisbollah und der mit Hisbollah verbündete Ex-General Michel Aoun hatten ihre Minister aus der Regierung abberufen, weil al-Hariri sich weigerte, sich gegen das Sondertribunal für den Libanon auszusprechen, das die Verantwortlichen für das Attentat auf seinen Vater Rafiq al-Hariri anklagen und verurteilen soll. Nachdem Drusenführer Walid Dschumblat seine politische Position, nicht zum ersten Mal in der Geschichte des Libanon seit dem Ausbruch des Bürgerkrieges 1975, neu ausgerichtet hat und nun Hisbollah und ihre Verbündeten unterstützt, wurde der prosyrische, der Hisbollah nahestehende Nadschib Miqati zum Nachfolger Saad al-Hariris im Amt des Ministerpräsidenten gewählt. Er wurde danach von Präsident Suleiman ernannt. Vor allem in der sunnitischen Bevölkerung hat die Ernennung Miqatis zu heftigen Demonstrationen und Unmutsbekundungen geführt. In Tripoli, aber auch in Beirut, wurden Autoreifen angezündet und Barrikaden errichtet.